# Châtillon-sur-Cluses
Châtillon-sur-Cluses település Franciaországban, Haute-Savoie megyében. Lakosainak száma 1215 fő (2022. január 1.). Châtillon-sur-Cluses Cluses, Mieussy, La Rivière-Enverse, Saint-Sigismond, Taninges és Thyez községekkel határos.

## Népesség
A település népességének változása:
| Lakosok száma | 1242 | 1258 | 1325 | 1245 | 1220 | 1194 | 1190 | 1214 | 1215 |
|               | 2013 | 2015 | 2016 | 2017 | 2018 | 2019 | 2020 | 2021 | 2022 |